# Downton Abbey (film)
Downton Abbey 2019-ben bemuatott brit–amerikai történelmi film, amelyet Michael Engler rendezett. Alapja a 2010 és 2015 között vetített Julian Fellowes azonos című sorozata. A főbb szerepekben Hugh Bonneville, Jim Carter, Michelle Dockery, Elizabeth McGovern és Maggie Smith láthatók.
Az Egyesült Királyságban 2019. szeptember 13-án, az Egyesült Államokban 2019. szeptember 20-án, Magyarországon 2019. szeptember 12-én mutatták be a mozikban.

## Szereplők
| Szereplő         | Színész                | Magyar hang             |
| ---------------- | ---------------------- | ----------------------- |
| Robert Crawley   | Hugh Bonneville        | Rosta Sándor            |
| Lady Edith       | Laura Carmichael       | Huszárik Kata           |
| Mr. Carson       | Jim Carter             | Konrád Antal            |
| Miss Baxter      | Raquel Cassidy         | Ősi Ildikó              |
| Mr. Bates        | Brendan Coyle          | Kassai Károly           |
| Lady Mary        | Michelle Dockery       | Györgyi Anna            |
| Mr. Molesley     | Kevin Doyle            | Vári Attila             |
| Andy             | Michael C. Fox         | Markovics Tamás         |
| Anna Bates       | Joanne Froggatt        | Urbán Andrea            |
| Henry Talbot     | Matthew Goode          | Rajkai Zoltán           |
| Bertie Hexham    | Harry Hadden-Paton     | Potocsny Andor          |
| Thomas Barrow    | Rob James-Collier      | Széles Tamás            |
| Tom Branson      | Allen Leech            | Előd Álmos              |
| Mrs. Hughes      | Phyllis Logan          | Menszátor Magdolna      |
| Cora Crawley     | Elizabeth McGovern     | Málnai Zsuzsa           |
| Daisy            | Sophie McShera         | Dögei Éva               |
| Mrs. Patmore     | Lesley Nicol           | Zsurzs Kati             |
| Lord Merton      | Douglas Reith          | Varga T. József         |
| Marigold         | Karina Samms Eva Samms | Dolmány-Bogdányi Korina |
| Violet Crawley   | Maggie Smith           | Pásztor Erzsi           |
| Isobel Merton    | Penelope Wilton        | Tímár Éva               |
| Richard Ellis    | Max Brown              | Bercsényi Péter         |
| Mr. Wilson       | David Haig             | Csankó Zoltán           |
| Mária királyné   | Geraldine James        | Kútvölgyi Erzsébet      |
| V. György király | Simon Jones            | Papp János              |
| Lucy Smith       | Tuppence Middleton     | Csuha Bori              |
| Chetwode őrnagy  | Stephen Campbell Moore | Makranczi Zalán         |
| Mária hercegnő   | Kate Phillips          | Bognár Anna             |
| Maud Bagshaw     | Imelda Staunton        | Kiss Erika              |
| Monsieur Courbet | Philippe Spall         | Simon Kornél            |
| Albert           | Charlie Watson         | Jéger Zsombor           |
| Miss Lawton      | Susan Lynch            | Ligeti Kovács Judit     |
| Mr. Bakewell     | Mark Addy              | Törköly Levente         |
| Tony Sellick     | James Cartwright       | Szatory Dávid           |
| Lord Lascelles   | Andrew Havill          | Hirtling István         |
| Mrs. Webb        | Richenda Carey         | Tóth Judit              |
| Nyomozó          | Darren Strange         | Szabó Endre             |
| Chris Webster    | Perry Fitzpatrick      | Pál Tamás               |

## A film készítése
A Downton Abbey sorozat 2015-ben véget ért. 2016 áprilisában kiderült, hogy fontolgatják egy filmadaptáció elkészítését.
2018. július 13-án a producerek megerősítették, hogy készül a film. 2018. augusztus végén bejelentették, hogy Brian Percival lemondott a rendezői posztról, és Michael Engler vette át ezt a feladatot.

### Forgatás
A forgatás 2018. augusztus végén kezdődött Londonban. 2018. szeptember 20-án a forgatás már a hampshire-i Highclere kastélyban zajlott, amely a tévésorozat fő helyszíne volt. Szintén szeptemberben forgattak Lacockban. A Yorkban játszódó külső jeleneteket a Beamish Múzeumban forgatták. A forgatás 2018 novemberében fejeződött be.

## Folytatás
A film megjelenése után az alkotó Julian Fellowes és a szereplők kijelentették, hogy már vannak ötleteik a folytatás elkészítésére.
2021. április 19-én bejelentették, hogy a folytatás már készül Downton Abbey: Egy új korszak címmel. A teljes szereplőgárda visszatért, továbbá Hugh Dancy, Laura Haddock, Nathalie Baye és Dominic West mellett. A folytatást Simon Curtis rendezi. A film 2022. április 29-én mutatják be a mozikba.